# Alexandra Makkabeus
Alexandra Makkabeus, vagy Salome Alexandra (ógörögül: Σαλώμη Ἀλεξάνδρα), (?, i. e. 140 –‎ ?, i. e. 67) zsidó királynő a Makkabeus-dinasztiából i. e. 76-tól 67-ig.

## Uralkodása
Férje, Alexandrosz Janneosz Makkabeus halála után lett az ország uralkodója. A főpapi címet (amit elődei szintén viseltek) férje rendelkezése szerint legidősebb fia, II. Hürkanosz Makkabeus kapta meg. Szintén férje akarata volt, hogy a farizeusokkal szemben a saducceusok felekezetét támogassa. Ennek okából valójában Alexandra csak névleges királynő volt, a valódi hatalmat a farizeusok birtokolták. 
Kilenc évnyi uralkodás után 73 éves korában következett be a halála. Utóda fia, II. Hürkanosz lett.
Érdekesség, hogy Atália júdai királynőt leszámítva nem is volt más női uralkodó a zsidó történelemben.